# Assiriologia

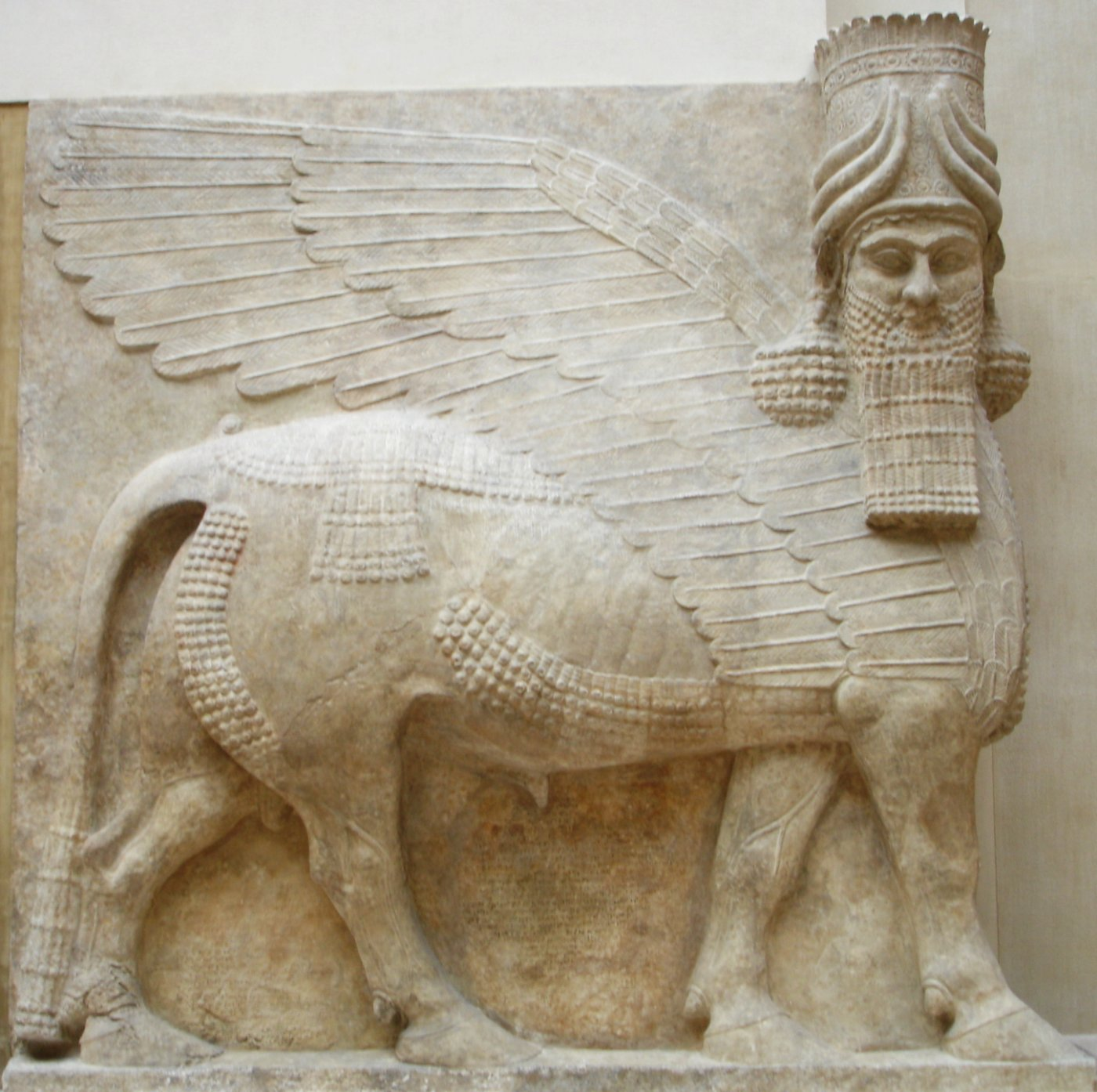
Brau alat Dur-Sharrukin (actual Khorsabad), Museu del Louvre

L'assiriologia (del grec Ἀσσυρίᾱ, 'Assíria', i -λογία, 'estudi') és l'estudi arqueològic, històric i lingüístic de l'antiga Mesopotàmia i les cultures relacionades que usaven l'escriptura cuneïforme. L'estudi no comprèn només Assíria, sinó també Babilònia, juntament amb el predecessor de les dues civilitzacions, Sumer. El gran nombre de tauletes cuneïformes que es té d'aquestes cultures proporcionen una gran font per a l'estudi d'aquest període. Les primeres ciutats de la regió (i del món), com Ur, són d'un incalculable valor arqueològic per a estudiar el creixement de la urbanització.

## Sumeris
Quan apareix l'escriptura, els sumeris (ki-en-gi) són els habitants de la Baixa Mesopotàmia; es troben en plena civilització; agricultors i comerciants actius crearen un meravellós sistema de regadiu; saben cultivar les espècies vegetals, domesticar els animals, treballar els metalls i les pedres més dures; construeixen cases, palaus i temples amb maons; parlen una llengua aglutinant i usen el sistema gràfic anomenat pictogràfic, que amb l'evolució natural passà al que per la forma externa s'anomena cuneïforme.
Es creu que els sumeris baixaren de regions més septentrionals, i al sud, durant el curs del quart mil·lenni, fundaren la seva civilització. Però al nord ja s'agrupaven a l'entorn d'Accad les tribus semítiques vingudes de l'oest; no tardaren a trobar-se les dues ètnies, i s'inicià una lluita secular pel predomini de la regió.
En un principi, les poblacions sumèries vivien en petits grups formant ciutats estat, governats teocràticament. El príncep Lugalzagesi, reiet de la ciutat d'Umma, rival de la seva veïna Lagash, amb la victòria sobre aquesta fundà un verdader imperi sumeri sobre totes aquelles regions. Però les poblacions semítiques guiades per Sargon I no tarden a expulsar el jou dels sumeris, i derrotats aquests, es llancen a conquerir Sumer, i funden l'Imperi semita a l'entorn de la capital Accad.
El país no tardà a caure en la desorganització, i reapareixerien els petits estats sumeris al cap de dos segles, fins que els bàrbars gutis, vinguts de l'est de les muntanyes de Zagros, acabaren amb la dominació accàdia. El crit de la independència aflora en els sumeris; al cap d'un segle els bàrbars són expulsats, i ressorgeix el segon Imperi sumeri, que floreix sobretot a Lagash en temps del príncep Gudea, per passar a Ur amb Dungi (o Sulgi, segons d'altres), el qual va estendre el poder sumeri per totes direccions.
Progressivament s'incrementaren els semites a Babilònia, i a la primera invasió que acabdillà Sargon I li succeeixen d'altres i els noms semítics apareixen sovint en els documents. El 2358 aC, la revolta simultània dels semites i d'un rei d'Elam bastà per a enderrocar l'Imperi sumeri d'Ur, i el rei de la tercera dinastia fou portat captiu a Elam. Aquí es tanca per sempre la història política de Sumer.

## Dominació semita
Després de la seva ruïna, de seguida els semites s'apoderaren de tota la Mesopotàmia; sorgeixen noves dinasties rivals a Larsa i a Isin, però el 2225 aC apareix la futura dominadora, la dinastia de Babilònia, fundada pels semites vinguts de l'oest també, i anomenats ara amorreus, el rei més famós dels quals, Hammurabi, el 2095 aC va sotmetre sota el seu poder tota la Mesopotàmia.
És el triomf definitiu dels semites. Hammurabi redacta un codi de lleis per a tan diversos pobles i colònies com vivien en la terra de Babilònia; fou un rei centralitzador que escrivia les lleis "en la llengua del poble", com ho diu en la introducció del codi; aquesta llengua del poble no és ja el sumeri, sinó el semític, el babiloni, perquè a Babilim (la Babilònia de més tard) fundà la capital de l'imperi, la qual feu oblidar les antigues ciutats de Sumer com Ur, Larsa, Nippur, Lagash... El sumeri ha deixat de ser llengua corrent, i solament pel prestigi adquirit es conservarà encara com a llengua del culte i dels documents oficials, quelcom així com la llengua llatina en l'Església catòlica i en la cultura medieval.

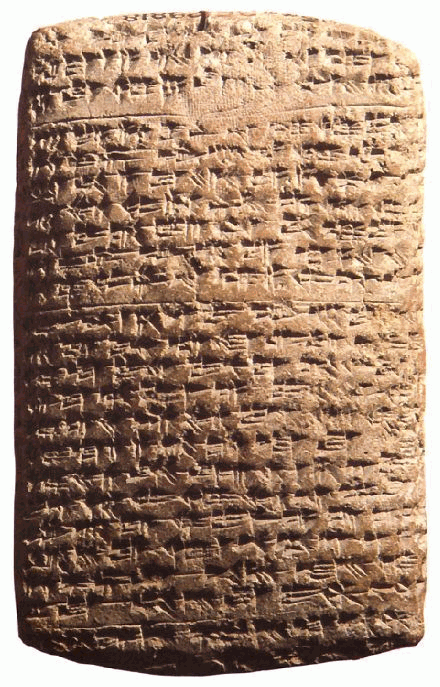
Una de les cartes d'Amarna

Tot feia presagiar en una eternitat el Regne d'Hammurabi; n'hi hagué prou amb tot un segle, i el 1925 aC cauen els hitites sobre Babilònia, l'arrasen i es retiren; poc de temps més tard, el 1760 aC, són els cassites els que acaben la ruïna i dominen per sis segles. Però quan de nou apareix la llum, el semític, el babiloni, és la llengua mundial (internacional que diríem avui); en aquesta escriuen els faraons d'Egipte i els reis dels pobles d'Àsia, els de Xipre i de Canaan, així ho han revelat les anomenades cartes d'Amarna. Els cassites, malgrat el seu llarg domini, no assoliren imposar la seva llengua: un exemple de com la cultura va vèncer la força. Així com el sumeri sobrevisqué ni que fos com a llengua de culte i dels documents oficials, i en general de la cultura, així també el semític no cedí al cassita.
La llengua semítica també apareix difosa per Assíria. Vers l'any 2400 aC, es rebel·la el nom de la regió que hauria de donar els més ferotges guerrers; però els seus orígens són desconeguts; se sap que primitivament restà poblada per no semites, de la família dels mitanni, però molt aviat sofrí les influències sumèries, i posteriorment i definitivament les semítiques.
Així durà l'estat de dominació per part del semític mercès a la preponderància de Babilònia o d'Assíria fins als últims temps en què les tribus aramees són més poderoses i van poblant les regions històriques.

## Literatura
La literatura es pot dividir en petita i gran literatura: la petita literatura abraçaria els contractes de compravenda, tan nombrosos; les cartes, els documents de negocis...; la gran literatura, per la seva banda, comprendria la poesia lírica representada quasi exclusivament per salms i himnes; els texts èpics, tals com el poema de Guilgameix; els texts històrics, inscripcions, annals..., els texts jurídics, texts medicinals, endevinatoris i màgics.
La literatura babilònia és extensíssima, malgrat que encara no s'ha verificat sinó en pocs centres de civilització. Milers de documents contenen els museus d'Europa i Amèrica, però més texts encara jeuen sepultats en la planícia mesopotàmica.
Els texts, uns estan escrits en llengua sumèria; d'altres, en semítica. Durant el final del segle xix i els principis del segle xx es va pretendre que el sumeri no era una llengua verdadera; no representaria sinó una espècie de llenguatge convencional, secret o sagrat, creat pels sacerdots escribes, inaccessible al poble i destinat a texts religiosos i reials. Avui aquesta qüestió ja no és gens dubtosa. El sumeri i l'accadi són dues llengües diferents.
La literatura babilònia, a més, és antiquíssima, Assurbanipal o Ashurbanipal (Aššur-bāni-apal), gràcies al qual coneixem principalment l'activíssima producció dels escribes mesopotàmics, es vantava d'haver llegit en sumeri pedres escrites abans del diluvi.
Un altre caràcter de la literatura babilònica és el segell de religiositat que l'impregna, i és estàtica. La verdadera època de producció és l'antiga i en temps posteriors no fan sinó reproduir o imitar els primers models, traduint-los o acomodant-los als nous temps. La verdadera edat d'or de la literatura babilònica és l'antiga. Això fa que no coneguem el nom de cap autor, de cap poeta babiloni. S'escrivia segons la tradició i la individualitat desapareixia.

## Època sumerioaccàdia
Des dels temps, el gust d'escriure era intens. Sobretot en sumeri, s'escriu des de les més àrides petiteses d'entrades i sortides dels temples fins als salms lírics i les majestuoses epopeies. La literatura sumèria d'aquesta època es desenvolupa quasi tota en dos centres importants: Lagash i Nippur. La biblioteca més antiga de Nippur contenia sil·labaris, llistes d'ideogrames, llistes de noms propis, exercicis de gramàtica en sumeri i accadi. També tenia llistes de muntanyes i de països, de déus i de temples..., prescripcions medicinals per als diversos tractaments de les malalties, encanteris, exorcismes contra els mals esperits; texts d'endevinament, composicions litúrgiques..., i malgrat que la historiografia es desenvolupà poderosament en el període assiri, tanmateix, d'aquest temps se'n conserven nombrosos documents, inscripcions on els patesi sumeris i els reis sumerioaccadis commemoren les seves instruccions i els seus fets d'armes. Els sumeris també posseïen un o més codis de lleis.

## Època d'Hammurabi

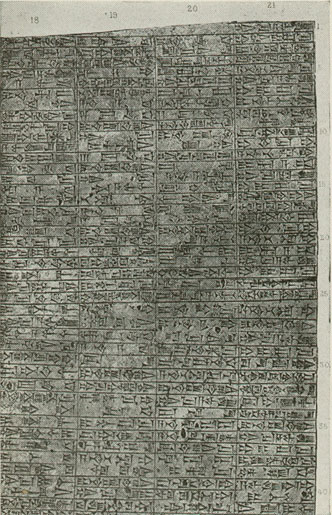
Fragment del codis d'Hammurabi

Amb Hammurabi arriba el poder als semites; aquest rei, després de batre tots els seus enemics, per fonamentar la unitat política, dictà un codi de lleis que s'ha fet famós. Fundà una biblioteca o conservà la que ja es trobava a Sippar i on es guardaven els vells texts; el culte que prodigiosament anà enriquint-se en el seu regnat, inspirà tota una literatura religiosa; aquesta època, sobretot, ens dona a conèixer una multitud de documents jurídics que interpreten el codi. A aquesta època, almenys en la seva redacció actual, pertany el poema anomenat de la Creació o Enuma Elix...

## Època delscassites
Amb l'adveniment dels cassites, la civilització babilònica sofrí sens dubte un considerable retrocés: malgrat tot, sembla que els reis cassites feren grans esforços per augmentar el prestigi de Babilònia, ja que hom pot veure que la llengua babilònica era el mitjà de comunicació internacional en el segle XII aC.
La literatura d'aquesta època és rica, sobretot en papers de negocis, però també hi ha gran quantitat de tauletes escolars, exercicis de lectura i models d'escriptura... i sobretot, les anomenades cartes Tell al-Amarna, d'importància capital per als historiadors de l'època.

## Època assíria
Assíria està en el seu apogeu: Assurbanipal, el Sardanapal de la tradició, és un rei que té el gust per les lletres i en els últims anys de la seva llarga vida militar, després del triomf de les seves invencibles hosts, es dedicà a seleccionar per a la seva biblioteca de Nínive els documents més importants de l'anterior literatura mesopotàmica. Les composicions més originals que ens ofereix aquesta època són els texts històrics.

## Època neobabilònica i persa
Poc temps després de la mort d'Assurbanipal el poder ninivita sucumbí; dos imperis resten l'un enfront l'altre, el babiloni i el persa; aviat restarà com a únic el persa; i en dos segles passarà també a mans de Macedònia. L'activitat literària fou gran, sobretot en temps de Nabucodonosor II i Nabònides. Els texts que mereixen més atenció són els històrics, astronòmics i religiosos.